# 內特河 (阿爾默河支流)
51°28′59.37″N 8°36′30.85″E / 51.4831583°N 8.6085694°E
內特河（德語：Nette），是德國的河流，位於該國西部，處於北萊茵-威斯特法倫州，屬於阿爾默河的右支流，河道全長10.4公里，流域面積39.7平方公里。